# Thalassina krempfi
Thalassina krempfi is een tienpotigensoort uit de familie van de Thalassinidae. De wetenschappelijke naam van de soort is voor het eerst geldig gepubliceerd in 2009 door Ngoc-Ho & de Saint Laurent.